# EPrix Londýna
ePrix Londýna (anglicky: London ePrix) je jedním ze závodů šampionátu vozů Formule E, pořádané Mezinárodní automobilovou federací. Místem konání je městská trať Battersea Park Street Circuit v Londýně, hlavním městě Spojeného království.

## Vítězové ePrix Londýna

### Opakovaní vítězové (jezdci)
| Počet vítězství | Jezdec        | Roky                       |
| --------------- | ------------- | -------------------------- |
| 2               | Nicolas Prost | 2016 závod 1, 2016 závod 2 |
| 2               | Jake Dennis   | 2021 závod 1, 2022 závod 1 |

### Vítězové v jednotlivých letech
| Rok          | Jezdec          | Konstruktér                      | Trať                          | Výsledky |
| ------------ | --------------- | -------------------------------- | ----------------------------- | -------- |
| 2024 Závod 1 | Pascal Wehrlein | TAG Heuer Porsche Formula E Team | ExCeL London                  | Výsledky |
| 2024 Závod 2 | Oliver Rowland  | Nissan Formula E Team            | ExCeL London                  | Výsledky |
| 2022 Závod 1 | Mitch Evans     | Jaguar TCS Racing                | ExCeL London                  | Výsledky |
| 2023 Závod 2 | Nick Cassidy    | Jaguar TCS Racing                | ExCeL London                  | Výsledky |
| 2022 Závod 1 | Jake Dennis     | Avalanche Andretti               | ExCeL London                  | Výsledky |
| 2022 Závod 2 | Lucas di Grassi | ROKiT Venturi Racing             | ExCeL London                  | Výsledky |
| 2021 Závod 1 | Jake Dennis     | Andretti-BMW                     | ExCeL London                  | Výsledky |
| 2021 Závod 2 | Alex Lynn       | Mahindra Racing                  | ExCeL London                  | Výsledky |
| 2016 Závod 1 | Nicolas Prost   | Renault e.dams                   | Battersea Park Street Circuit | Výsledky |
| 2016 Závod 2 | Nicolas Prost   | Renault e.dams                   | Battersea Park Street Circuit | Výsledky |
| 2015 Závod 1 | Sébastien Buemi | e.dams-Renault                   | Battersea Park Street Circuit | Výsledky |
| 2015 Závod 2 | Sam Bird        | Virgin Racing                    | Battersea Park Street Circuit | Výsledky |